# 提米蒙區

29°16′N 0°14′E / 29.267°N 0.233°E
提米蒙區（阿拉伯语：‎），是阿爾及利亞的行政區，位於該國西南部，由阿德拉爾省負責管轄，首府設於提米蒙，面積10,586平方公里，2008年人口41,279，人口密度每平方公里3.9人。